# Natação no Campeonato Mundial de Esportes Aquáticos de 2011 - 200 m medley feminino
A prova dos 200 metros medley feminino da natação no Campeonato Mundial de Esportes Aquáticos de 2011 ocorreu nos dias 24 de julho e 25 de julho no Shanghai Oriental Sports Center  em Xangai.

## Recordes
Antes desta competição, os recordes mundiais e do campeonato nesta prova eram os seguintes:
| Tipo                  | Atleta        | Tempo   | Local | Data                |
| --------------------- | ------------- | ------- | ----- | ------------------- |
|                       | Ariana Kukors | 2:06,15 | Roma  | 27 de julho de 2009 |
| Recorde do campeonato | Ariana Kukors | 2:06,15 | Roma  | 27 de julho de 2009 |

## Medalhistas
| Ouro            | Prata               | Bronze              |
| Ye Shiwen (CHN) | Alicia Coutts (AUS) | Ariana Kukors (USA) |

## Resultados

### Eliminatórias
38 nadadoras de 30 nações participaram da prova. As 16 melhores competidoras se classificaram para as semifinais
| Pos. | Bateria | Raia | Nadador                | Nacionalidade  | Tempo   | Notas |
| ---- | ------- | ---- | ---------------------- | -------------- | ------- | ----- |
| 1    | 4       | 3    | Caitlin Leverenz       | Estados Unidos | 2:11,01 | Q     |
| 2    | 3       | 5    | Mireia Belmonte Garcia | Espanha        | 2:11,38 | Q     |
| 3    | 3       | 4    | Katinka Hosszú         | Hungria        | 2:11,53 | Q     |
| 4    | 5       | 4    | Ye Shiwen              | China          | 2:11,63 | Q     |
| 5    | 4       | 4    | Alicia Coutts          | Austrália      | 2:11,64 | Q     |
| 6    | 4       | 5    | Ariana Kukors          | Estados Unidos | 2:11,84 | Q     |
| 7    | 3       | 3    | Hannah Miley           | Reino Unido    | 2:11,95 | Q     |
| 8    | 5       | 3    | Stephanie Rice         | Austrália      | 2:12,68 | Q     |
| 9    | 3       | 2    | Choi Hye-Ra            | Coreia do Sul  | 2:13,00 | Q     |
| 10   | 3       | 6    | Julia Wilkinson        | Canadá         | 2:13,16 | Q     |
| 11   | 5       | 2    | Kirsty Coventry        | Zimbabwe       | 2:13,32 | Q     |
| 12   | 5       | 5    | Evelyn Verrasztó       | Hungria        | 2:13,33 | Q     |
| 13   | 5       | 6    | Erica Morningstar      | Canadá         | 2:13,71 | Q     |
| 14   | 4       | 8    | Barbora Zavadova       | Chéquia        | 2:14,08 | Q     |
| 15   | 4       | 7    | Siobhan-Marie O'Connor | Reino Unido    | 2:14,30 | Q     |
| 16   | 3       | 1    | Fanny Lecluyse         | Bélgica        | 2:14,97 | Q     |
| 17   | 4       | 2    | Zhu Xiaoya             | China          | 2:14,98 |       |
| 18   | 5       | 8    | Katheryn Anne Meaklim  | África do Sul  | 2:15,15 |       |
| 19   | 5       | 1    | Stina Gardell          | Suécia         | 2:15,45 |       |
| 20   | 5       | 7    | Yuliya Efimova         | Rússia         | 2:15,56 |       |

| Ver o restante da classificação | Ver o restante da classificação | Ver o restante da classificação | Ver o restante da classificação | Ver o restante da classificação | Ver o restante da classificação | Ver o restante da classificação |
| Pos.                            | Bateria                         | Raia                            | Nadadora                        | Nacionalidade                   | Tempo                           | Notas                           |
| ------------------------------- | ------------------------------- | ------------------------------- | ------------------------------- | ------------------------------- | ------------------------------- | ------------------------------- |
| 21                              | 2                               | 4                               | Ganna Dzerkal                   | Ucrânia                         | 2:16,17                         |                                 |
| 22                              | 2                               | 2                               | Ranohon Amanova                 | Uzbequistão                     | 2:16,75                         |                                 |
| 23                              | 4                               | 1                               | Ida Sandin                      | Suécia                          | 2:16,87                         |                                 |
| 24                              | 3                               | 8                               | Jördis Steinegger               | Áustria                         | 2:17,09                         |                                 |
| 25                              | 2                               | 3                               | Tanja Smid                      | Eslovênia                       | 2:17,45                         |                                 |
| 26                              | 2                               | 8                               | Hrafnhildur Luthersdottir       | Islândia                        | 2:18,20                         | Recorde nacional                |
| 27                              | 3                               | 7                               | Alessia Polieri                 | Itália                          | 2:18,69                         |                                 |
| 28                              | 2                               | 1                               | Nadia Vieira                    | Portugal                        | 2:19,74                         |                                 |
| 29                              | 2                               | 6                               | Emilia Pikkarainen              | Finlândia                       | 2:19,94                         |                                 |
| 30                              | 2                               | 5                               | Cheng Wan-jung                  | Taipé Chinesa                   | 2:20,20                         |                                 |
| 31                              | 1                               | 4                               | Natthanan Junkrajang            | Tailândia                       | 2:20,38                         |                                 |
| 32                              | 2                               | 7                               | Erla Haraldsdottir              | Islândia                        | 2:21,86                         |                                 |
| 33                              | 1                               | 5                               | Samantha Arevalo                | Equador                         | 2:22,39                         | Recorde nacional                |
| 34                              | 1                               | 6                               | Ma Cheok Mei                    | Macau                           | 2:27,59                         |                                 |
| 35                              | 1                               | 3                               | Nibal Yamout                    | Líbano                          | 2:27,93                         |                                 |
| 36                              | 1                               | 7                               | Daniella van den Berg           | Aruba                           | 2:30,02                         |                                 |
| 37                              | 1                               | 2                               | Loreen Whitfield                | Samoa Americana                 | 2:31,97                         |                                 |
| 38                              | 4                               | 6                               | Rita Medrano                    | México                          |                                 | DNS                             |

### Semifinal
Estes são os resultados das semifinais.

#### Semifinal 1
| Pos. | Raia | Nadadora               | Nacionalidade  | Tempo   | Notas            |
| ---- | ---- | ---------------------- | -------------- | ------- | ---------------- |
| 1    | 6    | Stephanie Rice         | Austrália      | 2:09,65 | Q                |
| 2    | 3    | Ariana Kukors          | Estados Unidos | 2:09,83 | Q                |
| 3    | 5    | Ye Shiwen              | China          | 2:10,08 | Q                |
| 4    | 2    | Julia Wilkinson        | Canadá         | 2:11,76 | Q                |
| 5    | 4    | Mireia Belmonte Garcia | Espanha        | 2:12,37 |                  |
| 6    | 7    | Evelyn Verrasztó       | Hungria        | 2:12,51 |                  |
| 7    | 8    | Fanny Lecluyse         | Bélgica        | 2:13,68 | Recorde nacional |
| 8    | 1    | Barbora Zavadova       | Chéquia        | 2:14,03 |                  |

#### Semifinal 2
| Pos. | Raia | Nadadora               | Nacionalidade  | Tempo   | Notas |
| ---- | ---- | ---------------------- | -------------- | ------- | ----- |
| 1    | 3    | Alicia Coutts          | Austrália      | 2:10,65 | Q     |
| 2    | 6    | Hannah Miley           | Reino Unido    | 2:10,95 | Q     |
| 3    | 5    | Caitlin Leverenz       | Estados Unidos | 2:11,15 | Q     |
| 4    | 5    | Katinka Hosszú         | Hungria        | 2:11,71 | Q     |
| 5    | 7    | Kirsty Coventry        | Zimbabwe       | 2:12,21 |       |
| 6    | 1    | Erica Morningstar      | Canadá         | 2:12,67 |       |
| 7    | 8    | Siobhan-Marie O'Connor | Reino Unido    | 2:13,26 |       |
| 8    | 2    | Choi Hye-Ra            | Coreia do Sul  | 2:15,90 |       |

### Final
Estes são os resultados da final.
| Pos.              | Raia | Nadadora         | Nacionalidade  | Tempo   | Notas |
| ----------------- | ---- | ---------------- | -------------- | ------- | ----- |
| Medalha de ouro   | 3    | Ye Shiwen        | China          | 2:08,90 |       |
| Medalha de prata  | 6    | Alicia Coutts    | Austrália      | 2:09,00 |       |
| Medalha de bronze | 5    | Ariana Kukors    | Estados Unidos | 2:09,12 |       |
| 4                 | 4    | Stephanie Rice   | Austrália      | 2:09,65 |       |
| 5                 | 7    | Caitlin Leverenz | Estados Unidos | 2:10,40 |       |
| 6                 | 1    | Katinka Hosszú   | Hungria        | 2:11,24 |       |
| 7                 | 2    | Hannah Miley     | Reino Unido    | 2:11,36 |       |
| 8                 | 8    | Julia Wilkinson  | Canadá         | 2:16,18 |       |

Legenda
| Recorde mundial       | Recorde mundial (World record)               |                       | Recorde africano                      | Recorde africano (African) |                                           | Q | Classificado por posição (Qualified) |
| Recorde do campeonato | Recorde do campeonato (Championship record)  | Recorde da América    | Recorde da América (Americas)         | q                          | Classificado por melhor tempo (Qualified) |   |                                      |
| Melhor marca do ano   | Melhor marca do ano (World leading)          | Recorde asiático      | Recorde asiático (Asian)              | DNS                        | Não largou (Did not start)                |   |                                      |
| Recorde nacional      | Recorde nacional (National record)           | Recorde europeu       | Recorde europeu (European)            | DNF                        | Não terminou (Did not finish)             |   |                                      |
| Recorde pessoal       | Recorde pessoal do atleta (Personal best)    | Recorde da Oceania    | Recorde da Oceania (Oceania)          | DSQ / DQ                   | Desclassificado (Disqualified)            |   |                                      |
| Recorde da temporada  | Recorde da temporada do atleta (Season best) | Recorde sul-americano | Recorde sul-americano (South America) | NM                         | Sem marca (No mark)                       |   |                                      |